# Bobby Hunt
Robert Rex Hunt, detto Bobby (Colchester, 1º ottobre 1942), è un ex calciatore inglese, di ruolo attaccante.

## Carriera
Esordisce tra i professionisti all'età di 17 anni nel 1959 con la maglia del Colchester Utd, club della sua città natale ed in cui aveva già giocato a livello di settore giovanile; rimane nel club per cinque stagioni consecutive, dal 1959 al 1964, le prime 3 in Fourth Division (categoria della quale nella stagione 1961-1962 è anche capocannoniere, con 37 reti) e le successive 2 in Third Division. Nell'arco del quinquennio totalizza complessivamente 149 presenze ed 81 reti in partite di campionato. Nel marzo del 1964 viene acquistato per 20000 sterline dal Northampton Town, dove gioca la seconda parte della stagione 1963-1964 e l'intera stagione 1964-1965 in seconda divisione, con un bilancio totale di 31 presenze ed 8 reti in questa categoria. Infine, rimane nel club anche nella stagione 1965-1966, disputata in prima divisione dopo la promozione conquistata nel campionato precedente: in questa annata gioca 9 partite di campionato, nelle quali mette a segno 2 reti.
Per la stagione 1966-1967 viene tesserato dal Millwall, dove rimane fino al novembre del 1967 totalizzando 43 presenze e 13 reti in Second Division; viene quindi acquistato per 12000 sterline dall'Ipswich Town, con cui vince la Second Division 1967-1968, realizzandovi un gol in 10 presenze. Rimane in squadra anche nelle successive 2 stagioni, entrambe in prima divisione, oltre che nella prima parte della stagione 1970-1971 (fino all'ottobre del 1970), mettendo a segno 3 reti in 16 presenze in massima serie (categoria in cui ha quindi un bilancio totale di 25 presenze e 5 reti considerando anche la parentesi nel Northampton Town).
Nell'ottobre del 1970 passa per 12000 sterline al Charlton, club di seconda divisione; con gli Addicks trascorre i campionati 1970-1971 e 1971-1972 in seconda divisione, con un bilancio totale di 36 presenze ed 11 reti in partite di campionato; nel novembre del 1972, con la squadra nel frattempo retrocessa in Third Division, fa ritorno al Northampton Town, nel frattempo retrocesso in Fourth Division, che lo acquista in prestito; Hunt in questa sua seconda esperienza con i Cobblers gioca solamente 5 partite, segnandovi comunque 3 reti: nel gennaio del 1973 il prestito viene infatti interrotto, dal momento che il Charlton lo cede a titolo definitivo al Reading per 6000 sterline. Rimane nel club dal gennaio del 1973 al gennaio del 1974, mettendo a segno 3 reti in 16 presenze nel campionato di Fourth Division. Viene infine ceduto al Maidstone Utd, club semiprofessionistico militante in Southern Football League, con cui chiude la carriera nel 1975.

## Palmarès

### Club

#### Competizioni nazionali
- Campionato inglese di seconda divisione: 1

Ipswich Town: 1967-1968

### Individuale
- Capocannoniere del campionato inglese di quarta divisione:

1961-1962 (37 gol)